# 반정다면체의 분류
반정다면체의 분류에 대해 설명한다.
다음은 아르키메데스의 다면체 (타일링)를 기준에 따라 분류한 것이다. 일단 정다면체 (정다각형 타일링) 에 어떤 특수 작업을 해서 얻는 것부터 하도록한다. (한 꼭짓점에 모인 면의 수에 따라 분류하는 것은 꼭짓점 배치, 꼭짓점 도형 참조)
- 정다면체/타일링: 정사면체(3.3.3), 정육면체(4.4.4), 정팔면체(3.3.3.3), 정십이면체(5.5.5), 정이십면체(3.3.3.3.3), 정삼각형 타일링(3.3.3.3.3.3), 정사각형 타일링(4.4.4.4), 정육각형 타일링(6.6.6)

- 깎은 정다면체/타일링: 깎은 정사면체(3.6.6), 깎은 정육면체(3.8.8), 깎은 정팔면체(4.6.6), 깎은 정십이면체(3.10.10), 깎은 정이십면체(5.6.6), 깎은 정사각형 타일링(4.8.8), 깎은 정육각형 타일링(3.12.12)

- 준정다면체/준정다각형 타일링: 육팔면체(3.4.3.4), 십이이십면체(3.5.3.5), 삼육각형 타일링(3.6.3.6)

- 깎은 준정다면체/준정다각형 타일링: 깎은 육팔면체(4.6.8), 깎은 십이이십면체(4.6.10), 깎은 삼육각형 타일링(4.6.12)

- 부풀리거나 다듬은 정다면체/정다각형 타일링: 마름모육팔면체(3.4.4.4), 마름모십이이십면체(3.4.5.4), 마름모삼육각형 타일링(3.4.6.4), 다듬은 육팔면체(3.3.3.3.4), 다듬은 십이이십면체(3.3.3.3.5), 다듬은 삼육각형 타일링(3.3.3.3.6), 다듬은 정사각형 타일링(3.3.4.3.4)

- 기타: 각기둥(4.4.n, 예: 삼각기둥:3.4.4), 엇각기둥(3.3.3.n, 예:엇사각기둥:3.3.3.4), 비틀어 늘린 사각형 타일링(3.3.3.4.4)

또한 이웃한 서로 다른 정다각형에 따라 이면각의 종류나 정다각형의 종류에 따라 분류하기도 한다. 이는 꼭짓점에 모인 면의 개수의 따라 분류하는 것과 다르다(중복되는 것이 있으면). 마찬가지로 무한각형 이면체 대칭을 포함시키기도 한다. 단, 이면체와 호소헤드론은 각기둥과 엇각기둥이랑 마찬가지로 종류가 무수히 많으므로 포함시키지 않았다.